# VR GenoBank DonauWald
Die VR GenoBank DonauWald eG ist ein genossenschaftliches Kreditinstitut in Niederbayern mit Hauptsitz in Viechtach.

## Geschichte
Die Wurzeln der VR GenoBank DonauWald eG reichen bis ins Jahr 1895. Insgesamt zählt die Genossenschaftsbank 32 Vorgängerinstitute, die sich im Laufe der Zeit zusammenschlossen. Die heutige VR GenoBank DonauWald eG entstand im Jahr 2016 durch die Fusion der GenoBank DonauWald eG (Sitz: Viechtach) mit der VR-Bank eG (Sitz: Regen).

## Unternehmen
Das Geschäftsgebiet der VR GenoBank DonauWald eG erstreckt sich vom Bayerischen Wald zur Donau – über die Landkreise Regen, Deggendorf und Grafenau. Sie hat rund 20.000 Mitglieder und weist eine Bilanzsumme von rund 1,8 Milliarden Euro, 16 Standorte (sowie 8 SB-Geschäftsstellen) und insgesamt 342 Mitarbeiter auf.